# Karen Lancaume
Karen Lancaume (Lyon, Francia, 19 de enero de 1973 - París, 28 de enero de 2005) fue una actriz pornográfica francesa.

## Biografía

### Primeros años
Karen Lancaume, nombre artístico de Karine Bach, nació en el seno de una acomodada familia que residía a las afueras de su ciudad natal, Lyon. Tras entrar en la industria pornográfica, rodó un total de 93 películas (según IAFD), entre cintas originales y compilaciones, hasta el año 2000 en el que se retiró. Con respecto a su vida previa, ella declaraba que tuvo su primera experiencia sexual a los 17 años, justo antes de emprender la carrera universitaria de Marketing. Para poder costearse los estudios, trabajó los fines de semana en una discoteca, lugar donde conoce al que fue su marido, Franck, el disc-jockey.
Formar una familia clásica y criar a un montón de retoños era el ideal de la pareja, pero los problemas económicos les obligan a emprender un nuevo rumbo. En 1995, cuando los problemas financieros comienzan a hacer estragos en la pareja, Franck propone a Karen a entrar al mundo del porno. Este mismo año fue violada por tres sujetos desconocidos cuando fue a comprar cigarrillos. Marc Dorcel, productor de películas porno, los contrató para "L'indecente Aux Enfers" (Marc Docel, 1996). La pareja se divorciaría poco después.

### Carrera en el porno
Lancaume debuta en las pantallas de los Estados Unidos con Private Gold 25 - When the Night Falls (Jorgen Wolf, 1997), una superproducción de la factoría Private que se inicia con el dúo Roberto Malone–Karen en una de sus primeras penetraciones anales y corridas en su boca.
Posteriormente trabajó con los mejores directores de cine porno de Europa, como Mario Salieri, Alan Payet y Luca Damiano[cita requerida], resaltando en sus films el sexo oral y anal, las doble penetraciones, el lesbianismo y las orgías.
Sus apariciones se alternan entre ambos continentes, bien sea en las filas de importantes firmas como Elegant Angel, Wicked o Sin City; o bien sea a las órdenes de consagrados directores como Marc Dorcel, Mario Salieri, Andrew Blake, Alain Payet, Max Bellochio, Luca Damiano, etc.
Colabora en Exhibitions 1999 (John B. Root, 1998), una película X rodada a modo de documental en la que se combinan escenas porno con entrevistas a los protagonistas.
Con el tiempo Karen llegó a sentir asco por su trabajo, e incluso en una entrevista declaró: "Estaba cubierta de esperma, mojada, muerta de frío y nadie me ofreció siquiera una toalla. Cuando acaba la escena, tú no vales nada." 

### Baise-moiy cine convencional
Al año siguiente, ya fuera de la industria para adultos, es contactada en el Festival de Cannes por Virginie Despentes, que buscaba actrices que realizasen sexo explícito para su primer film Baise-moi ("Fóllame", Virginie Despentes y Coralie Trinh Thi, 2000). A pesar de sus reparos iniciales, Lancaume acepta y terminan contratándola junto a Raffaëla Anderson, otra también retirada actriz porno francesa.
La polémica cinta basada en la novela de la propia Virginie es una road movie de sexo y violencia explícitos que narra el encuentro entre Nadine (Karen) y Manu (Rafaela) en el momento que deciden abandonar sus respectivas vidas en la ciudad y viajar robando, follando y asesinando.
La directora define su ópera prima como un alegato feminista al estilo de Thelma & Louise, pero con escenas de sexo real, violaciones y asesinatos gratuitos. Con el escándalo llegó la notoriedad, y Karen decidió aprovechar el tirón para continuar su carrera en el cine convencional como Karen Bach, confirmando su definitivo abandóno de la industria X, no sin antes renegar de ella.

### Fallecimiento
Lo cierto es que no tuvo suerte con su nueva aventura y, ante la sorpresa de muchos de sus allegados que declaraban “que estaba ilusionada" y con proyectos personales, decidió quitarse la vida en 2005.
Según la versión oficial, Karen se suicidó con una sobredosis de somníferos en el departamento parisino de unos amigos a los que había ido a visitar durante un fin de semana. Su cuerpo fue cremado y las cenizas entregadas a su familia.